# روبن داریو روسی
روبن داریو روسی (انگلیسی: Rubén Darío Rossi؛ زادهٔ ۲۸ اکتبر ۱۹۷۳) بازیکن فوتبال اهل آرژانتین است.
از باشگاه‌هایی که در آن بازی کرده‌است می‌توان به باشگاه ورزشی سن لورنسو آلماگرو، باشگاه فوتبال بوسان ای‌پارک، و باشگاه فوتبال تولوز اشاره کرد.